# Filippo Grandi
Filippo Grandi (n. 30 martie 1957, Milano, Italia) este un diplomat și oficial în ONU al Italiei, actual Înalt Comisar al Națiunilor Unite pentru Refugiați.